# Glenturret

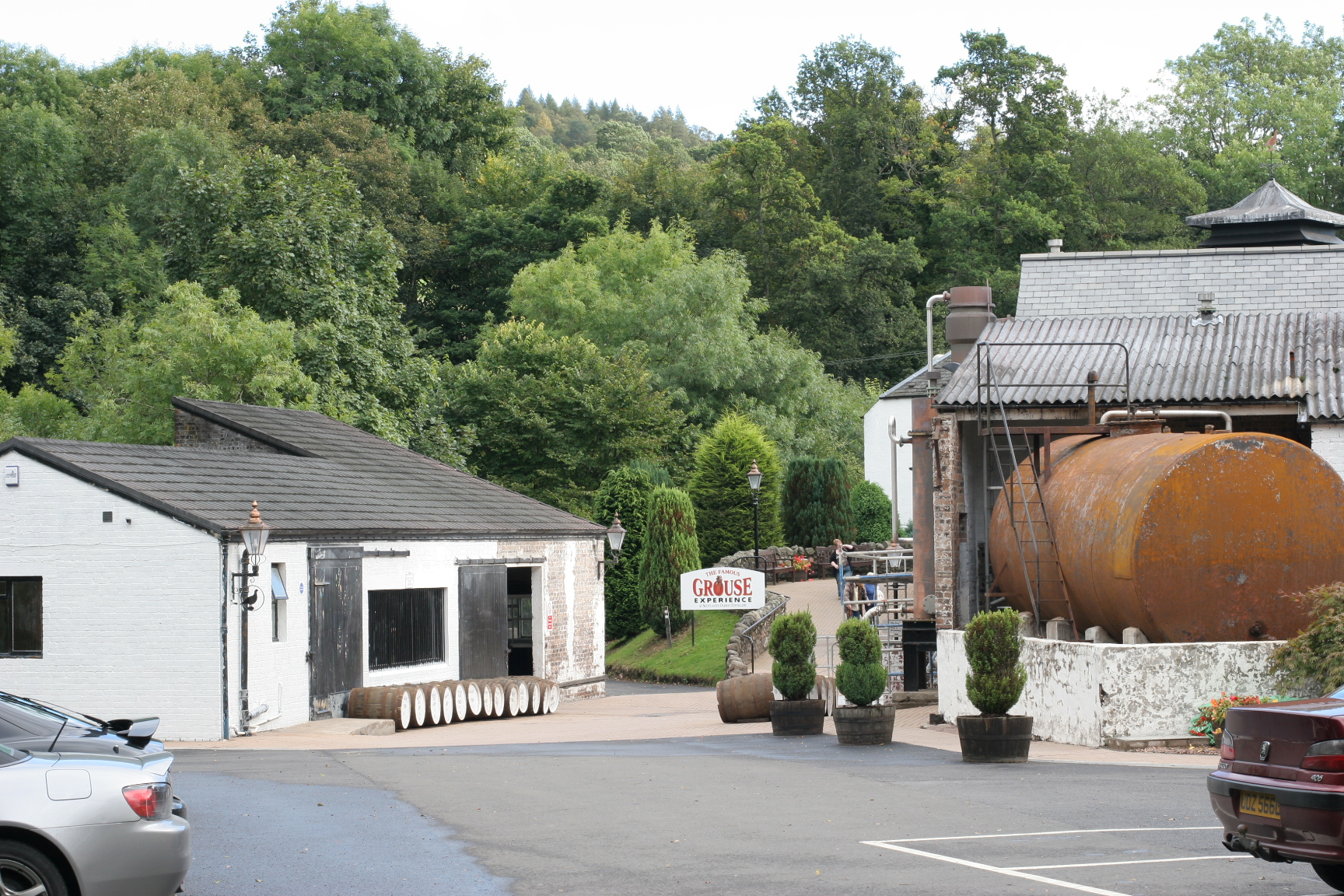
Glenturret Distillery

Glenturret is een destilleerderij, gevestigd aan de Turret rivier, 2 mijl noord-west van Crieff in Perthshire, Schotland. De destilleerderij is verborgen in de vallei en zijn verlaten omgeving, dit zal bijgedragen hebben aan de vroege geschiedenis. De hoge heuvels aan beide kanten hebben de functie van uitkijkpunt voor smokkelaars. De illegale destilleerders zijn begonnen in illegale schuilplaatsen bothy genaamd, deze waren vrij toegankelijk en konden gebruikt worden zonder dat hieraan kosten verbonden waren.

## Geschiedenis
Officieel is de destilleerderij opgericht in 1775, maar de destilleerderij was eerder in werking door illegale destilleerders die de belasting in Engeland wilden ontduiken, sinds 1717. Deze geschiedenis heeft geleid tot de claim dat Glenturret de oudste destilleerderij van Schotland is, de titel wordt ook geclaimd door andere destilleerderijen zoals Littlemill, Glenisla, Bowmore en Glen Garloch.